# Радуга (шхуна, 1828)
«Радуга» — парусная шхуна Балтийского флота Российской империи, находившаяся в составе флота с 1828 по 1842 год. Во время службы неоднократно принимала участие в практических и  крейсерских плаваниях эскадр кораблей Балтийского флота в Финском заливе и Балтийском море, а также использовалась в качестве брандвахтенного судна в Кронштадте, где по окончании службы и была разобрана.

## Описание судна
Парусная двухмачтовая шхуна с деревянным корпусом, длина шхуны между перпендикулярами составляла 25,6 метра, ширина без обшивки по сведениям из различных источников от 6,85 до 6,9 метра, а осадка — 3,3 метра. Вооружение судна состояло из четырнадцати орудий. 
Одно из четырёх парусных судов Российского императорского флота, носивших это имя, в составе Балтийского флота также служили одноимённые шхуны 1818 и 1845 годов постройки, а в составе Каспийской флотилии одноимённый бриг 1806 года постройки.

## История службы
Шхуна «Радуга» была заложена на стапеле Кронштадтской верфи 20 марта (1 апреля) 1828 года и после спуска на воду 16 (28) августа 1828 года вошла в состав Балтийского флота России. Строительство вёл кораблестроитель полковник Корпуса корабельных инженеров А. В. Зенков. В кампанию этого года находилась на кронштадтском рейде.
В кампанию 1829 года несла брандвахтенную службу на кронштадтском рейде, после чего совершала практические и крейсерские плавания в Финском заливе, а также привлекалась для выполнения описи того же залива. В следующем 1830 году также выходила в практические и крейсерские плавания в Финский залив, а также между его портами. В 1831 году в составе эскадры вице-адмирала Ф. Ф. Беллинсгаузена выходила в крейсерство к берегам Курляндии для пресечения связей польских мятежников. В кампанию этого года командир шхуны лейтенант П. М. Муравьев был награждён орденом Святого Владимира IV степени.
В кампании 1832 года совершала плавания между портами Финского залива, а в следующем 1833 году совершала плавания между Санкт-Петербургом и Кронштадтом и принимала участие в практическом плавании в Финском заливе до мыса Дагерорд. В 1834 года помимо практических и крейсерских плаваний также совершила плавание из Кронштадта до Ревеля, Штетина и Пилау для встречи и сопровождения парохода «Ижора», на борту которого находились принц Оранский и прусские принц и принцесса. В кампанию 1835 года вновь принимала участие в практических плаваниях в Финском заливе и Балтийском море. 
С 1836 по 1841 год занимала брандвахтенный пост в Кронштадте на Северном фарватере, где и была разобрана по окончании службы в 1842 году.

## Командиры шхуны
Командирами парусной шхуны «Радуга» в составе Российского императорского флота в разное время служили:
- капитан-лейтенант И. И. Мягков (1828—1831 годы)[21];
- лейтенант П. М. Муравьев (1831—1832 годы)[12];
- лейтенант, а с 28 марта (9 апреля) 1836 года Д. И. Кемецкий (1833—1837 годы)[22];
- лейтенант С. П. Бочечкаров (1838 год)[23];
- капитан-лейтенант, а с 26 марта (7 апреля) 1839 года капитан 2-го ранга Л. Н. Левендаль (1837—1841 годы)[24].